# 142752 Boroski
142752 Boroski este un asteroid din centura principală de asteroizi.

## Descriere
142752 Boroski este un asteroid din centura principală de asteroizi. A fost descoperit pe 4 octombrie 2002 la Apache Point Observatory în cadrul programului Sloan Digital Sky Survey. Asteroidul prezintă o orbită caracterizată de o semiaxă mare de 2,59 ua, o excentricitate de 0,04 și o înclinație de 15,0° în raport cu ecliptica.